# Forteresse Europe

Les fronts en Europe de la Seconde Guerre mondiale

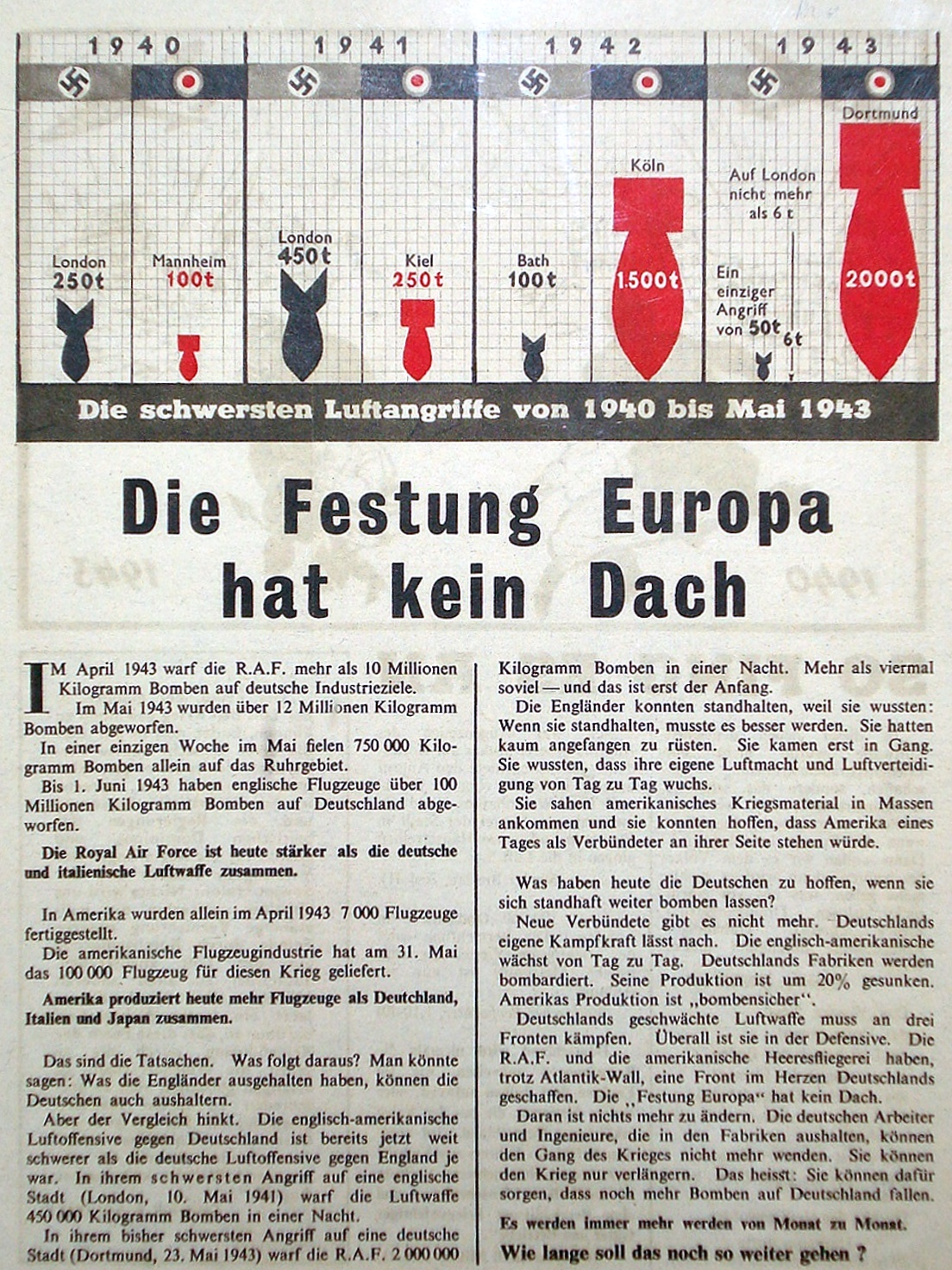
"La forteresse Europe n'a pas de toit" - Tract de propagande britannique lâché sur Essen (Allemagne) après un raid de la RAF en mars 1943.

Forteresse Europe est un concept qui imagine tous les pays d'Europe protégés par des remparts infranchissables, les mettant à l'abri des menaces extérieures tout en permettant des échanges intérieurs en toute sécurité.
Forteresse Europe désigne à la fois un terme historique de la Seconde Guerre mondiale, référant aux zones occupées et fortifiées par l'Allemagne nazie, et une expression contemporaine critique des politiques migratoires de l'Union européenne, visant à renforcer ses frontières extérieures et à limiter l'immigration.

## Terme militaire
Ce terme a d'abord été utilisé lors de la Seconde Guerre mondiale (Fortress Europe coté anglais / Festung Europa coté nazi) comme une métaphore pour désigner les fronts de la guerre établis entre 1940 et 1942, Front de l'Ouest et Front de l'Est.
La propagande nazie utilisera cette notion aux débuts de l'invasion du continent européen pour justifier les plans d'Hitler de protéger l'Allemagne au cœur du grand empire allemand et ensuite de fortifier l'ensemble de l'Europe occupée, afin d'empêcher l'invasion des troupes par les îles Britanniques. Ces mesures comprenaient la construction du mur de l'Atlantique, ainsi que la réorganisation de la Luftwaffe pour la défense aérienne.
Les Anglais utilisent également ce terme pour désigner les assauts répétés, notamment de la Royal Air Force, en lançant des attaques aériennes au-delà des frontières pour tenter d'ouvrir une brèche et lancer la reconquête.
Dès la fin de 1942, des instructions allemandes furent données aux bureaux de presse de ne plus utiliser le terme Forteresse Europe car il avait une connotation négative : une forteresse est synonyme de préparation pour un siège alors que l'Allemagne n’avait pas renoncé à l'attaque.

## Terme géopolitique

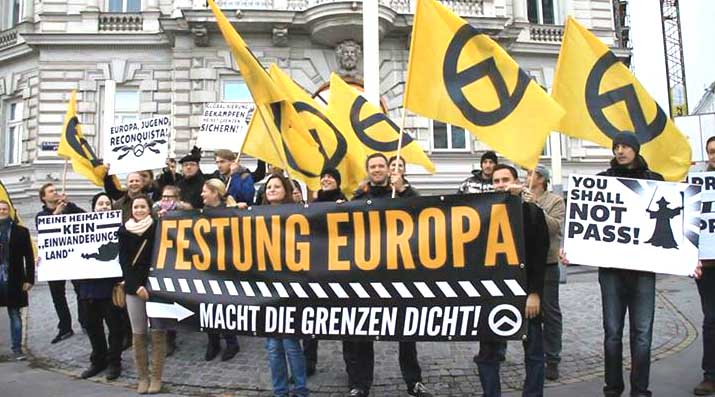
Banderole FORTERESSE EUROPE - ferme les frontières tenue par des militants d'extrême droite lors d'un rassemblement du Mouvement identitaire autrichien à Vienne le 10 novembre 2013.

De nos jours, l'image est utilisé pour la protection de l'Union européenne, soit pour se protéger des effets de dumping sur les questions commerciales ou sur le traitement de l'immigration dans l'Union européenne.
Le terme est à la fois positif ou négatif :
- il permet de protéger un socle commun de valeurs et évite d'être déstabilisé par l'influence des autres puissances comme la Russie qui est voisin ;
- les mouvements qualifié d'extrême-droite, notamment en Autriche, plaident pour ériger des remparts pour contrôler physiquement l'immigration[4] ;

- il est synonyme d'isolationnisme avec un développement qui tourne le dos à l'importation ou contraire à la libre circulation des personnes.

Forteresse Europe est également un film sorti en 2000, du réalisateur Želimir Žilnik sur le sort des migrants qui ont tenté sans succès d'immigrer illégalement dans l'Union européenne.